# كيفيويك (قمر)
كيفيويك أو زحل الرابع والعشرون هو قمر غير نظامي لزحل. اكتشفه فيه بريت جلادمان في عام 2000، التعيين المؤقت له S/2000 S 5.
سمي في عام 2003 بكيفيوك وهو مشتق من ميثولوجيا الأنويت.
يبلغ قطره حوالي 16 كم ويدور حول زحل على مسافة ومتوسط قدره 11.1 مليون كيلومتر في 450 يوما. وهو عضو في مجموعة أقمار الأسكيمو غير النظامية.
يطهر هذا القمر بضوء الألوان الحمراء وطيف الأشعة تحت الحمراء من الطيف مشابهة جدا لسيارناق وبالياق، مما يعطي المزيد من الدعم لنظرية الأصل مشترك لمجموعة أقمار الإسكيمو.